# La Guineueta
La Guineueta és un barri del districte de Nou Barris, a la ciutat de Barcelona. És el barri número 48 dels 73 que té la ciutat i confronta amb els barris de Canyelles (anteriorment denominat Guineueta Vella), Verdum, Porta, Turó de la Peira i Torre Baró al mateix districte, i amb el barri d'Horta al districte d'Horta-Guinardó. Està delimitat per la Ronda de Dalt (Via Favència), el carrer de Mont-ral, el passeig d'Urrutia, el passeig de Verdum i el carrer de l'Artesania, així com la plaça de Karl Marx i la plaça de la República, on està el monument escultòric La República dedicat a Francesc Pi i Margall.
Situat a una de les zones més cèntriques del districte, aglutina dos grans polígons d'habitatge, un a la part nord amb edificis de poca alçada i l'altre al sud amb els habitatges de Barcinova i Calinova, i dos dels parcs més grans de la ciutat, centres neuràlgics i pulmons naturals del districte: el Parc de la Guineueta i el Parc Central de Nou Barris, on estan els principals serveis de Nou Barris, així com la Seu de Districte.
El barri supera els 15.000 habitants, dels que un 2% era població estrangera el 2021, més de 6.000 habitatges padronals i una densitat superior a les 25.000 persones/km². També te una cinquantena d'entitats associatives registrades, entre les quals destaquen l'Associació de Veïns i Veïnes de La Guineueta, l'Asociación Civico Social Guineueta, la Masia de la Guineueta i el seu Casal de Joves, el Casal Popular 3 Voltes Rebel, multitud d'associacions de famílies i d'estudiants i espais culturals com els Diables i Drac de la Guineueta o l'Asociación Cultural Amigos de San Froilán.

## Història

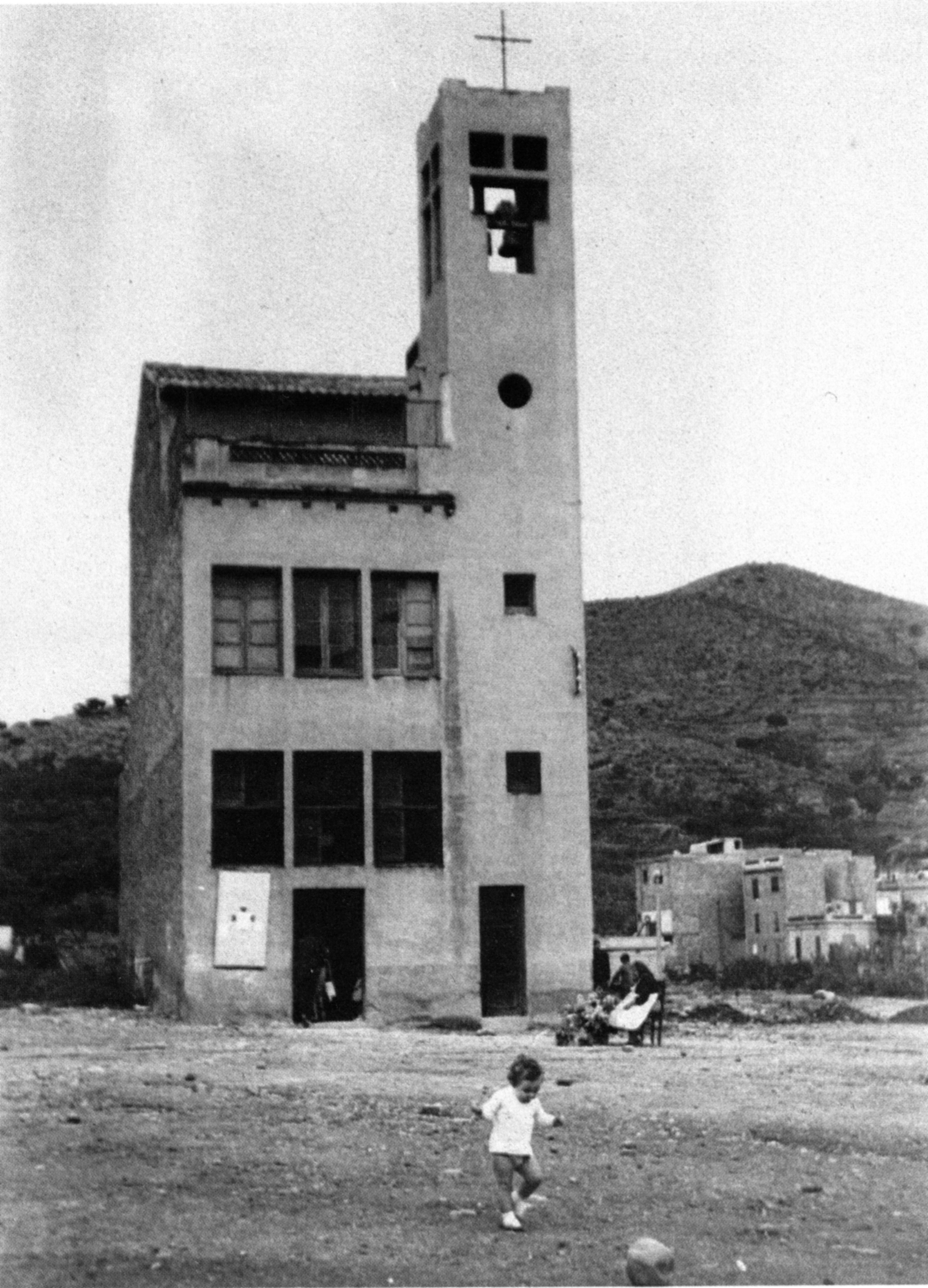
La parròquia de Sant Mateu als anys 60.

El nom del barri de La Guineueta deriva de Can Guineueta, una masia situada a la cruïlla del passeig de Valldaura amb el carrer de la Gasela, just als peus de l'antiga carretera de Cornellà a Fogars de Tordera, amb un recorregut molt semblant al que actualment fa la Ronda de Dalt. Els camps de conreu que rodejaven la masia van començar a desaparèixer durant els anys quaranta, però no va es va començar a urbanitzar el barri fins al final dels anys seixanta, als entorns del passeig de Valldaura.

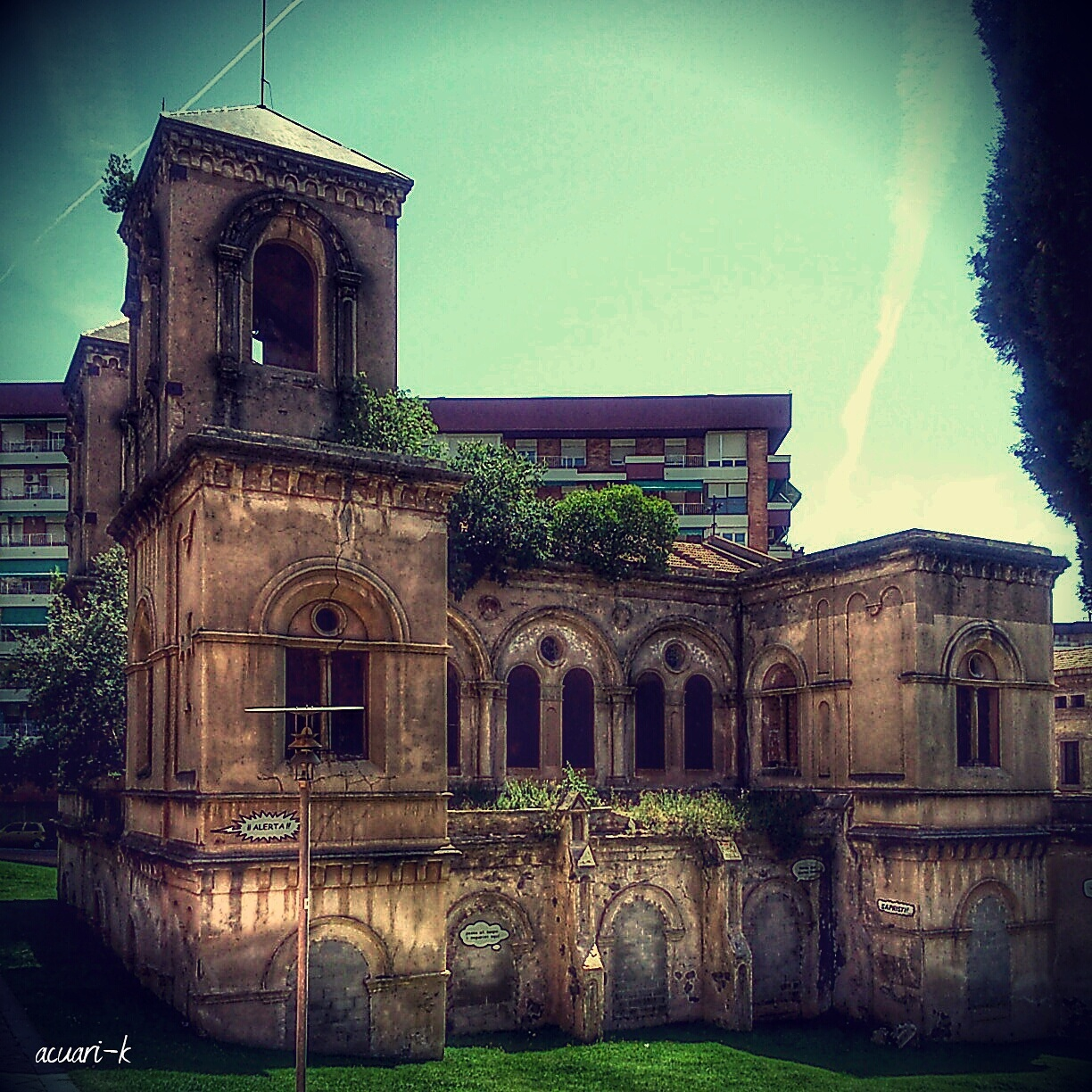
Antiga església de l'Institut Mental de la Santa Creu.

La història del barri també va estar marcada per l'Institut Mental de la Santa Creu, un complex hospitalari que s'inaugurava l'any 1889 per ordre de l'Hospital de Sant Pau amb capacitat per més de 700 malalts i va ser dirigit pel Dr. Emili Pi i Molist, un dels pioners en el tractament de les malalties mentals a Espanya. L'edifici es construí en terrenys cedits per un benefactor anònim a prop de la masia de Ca n'Ensenya, que encara avui dia està dempeus i serveix de local d'associacions. Fou dissenyat per l'arquitecte Josep Oriol i Bernadet a partir del projecte del Dr. Pi i Molist, a qui està dedicada el carrer que acaba a les portes de l'edifici.
A inicis dels setanta, La Guineueta presentava problemes d'infraestructures i manca de serveis, com la resta de barris construïts durant el franquisme a la ciutat. Això va generar moltes de les lluites veïnals històriques del barri i el districte de Nou Barris. Les lluites anaven per exigir nous equipaments, serveis públics i un llarg etcètera, fins a aconseguir una de les seves grans fites, la urbanització del Torrent de la Guineu, transformat el 1971 en el Parc de la Guineueta.
Més tard, a l'altra banda del passeig de Valldaura, es van construir els polígons de Barcinova i Calinova posterior a l'enderroc de gran part de l'edifici hospitalari de l'Institut Mental de la Santa Creu. En aquest espai es va generar els llocs que han passat a ser el centre de l'activitat del barri, i de part del districte, com la creació del Parc Central de Nou Barris, dissenyat per Carme Fiol i Andreu Arriola, la utilització de les restes de l'edifici hospitalari per molts serveis i activitats polítiques, la recuperació de l'església del mental per la parròquia de Sant Rafael, la reforma de la masia de Ca n'Ensenya per activitats culturals, associatives i de joves o la recuperació de la masia de Can Carreras per fer una escola bressol.
El final del segle XX i l'arribada del segle XXI no van acabar amb les reivindicacions polítiques i socials del barri. Entre les més destacades figuren la cobertura de la Ronda de Dalt al seu pas pel barri, conjuntament amb el barri de Canyelles, i que no va concloure fins al 2007, quan 15 anys després que la prometés l'alcalde de la ciutat Pasqual Maragall, i la lluita per evitar el tancament de les urgències del CAP Guineueta, que afectava també al barri de Canyelles i de Can Peguera, i que va produir desenes de talls a la Ronda, i que finalment va concloure amb la instal·lació d'un servei d'ambulàncies i la creació d'un espai social de salut comunitària, però no amb la reobertura nocturna del centre.
Durant el referèndum sobre la independència de Catalunya de 2017 el barri de La Guineueta es va convertir en protagonista per la intervenció policial a l'Escola Àgora, un dels punts de votació de la convocatòria. La Policia Nacional va fer una intervenció que va durar més d'una hora i que va acabar amb desenes de votants ferits, 15 d'ells atesos pel sistema de salut, i el col·legi amb greus destrosses a les aules. Aquesta contundent actuació, junt amb les realitzades en altres col·legis de la ciutat de Barcelona, va acabar amb la imputació de diversos membres del cos policial per no respectar els protocols d'actuació.

## Estructura del barri

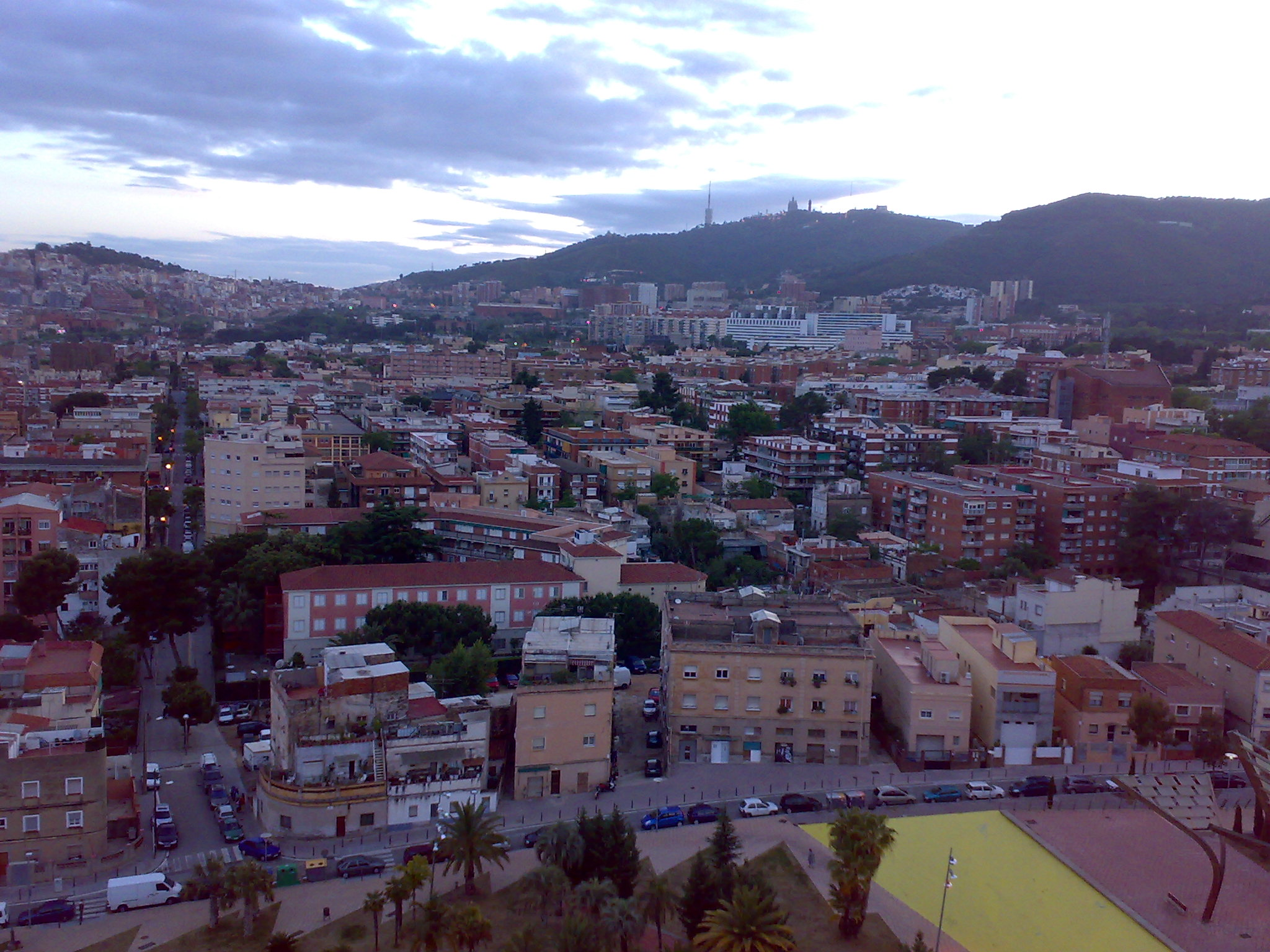
Imatge aèria del barri de La Guineueta.

A la part nord del barri es troba el polígon de Guineueta, constituït per edificis de quatre plantes amb pisos petits però ben distribuïts, i que es van construir a iniciativa de l'Obra Sindical del Hogar, de la Cooperativa La Puntual i d'empreses com Telefónica, Catalana de Gas o Fecsa. Un dels principals atractius d'aquest sector són els espais enjardinats existents entre els blocs, que es van realitzar durant els anys noranta i que converteixen el barri en una autèntica ciutat-jardí. L'espai estrella d'aquest sector és el Parc de la Guineueta, una gran zona verda amb configuració de parc clàssic que aporta una agradable nota de natura i frescor al districte.

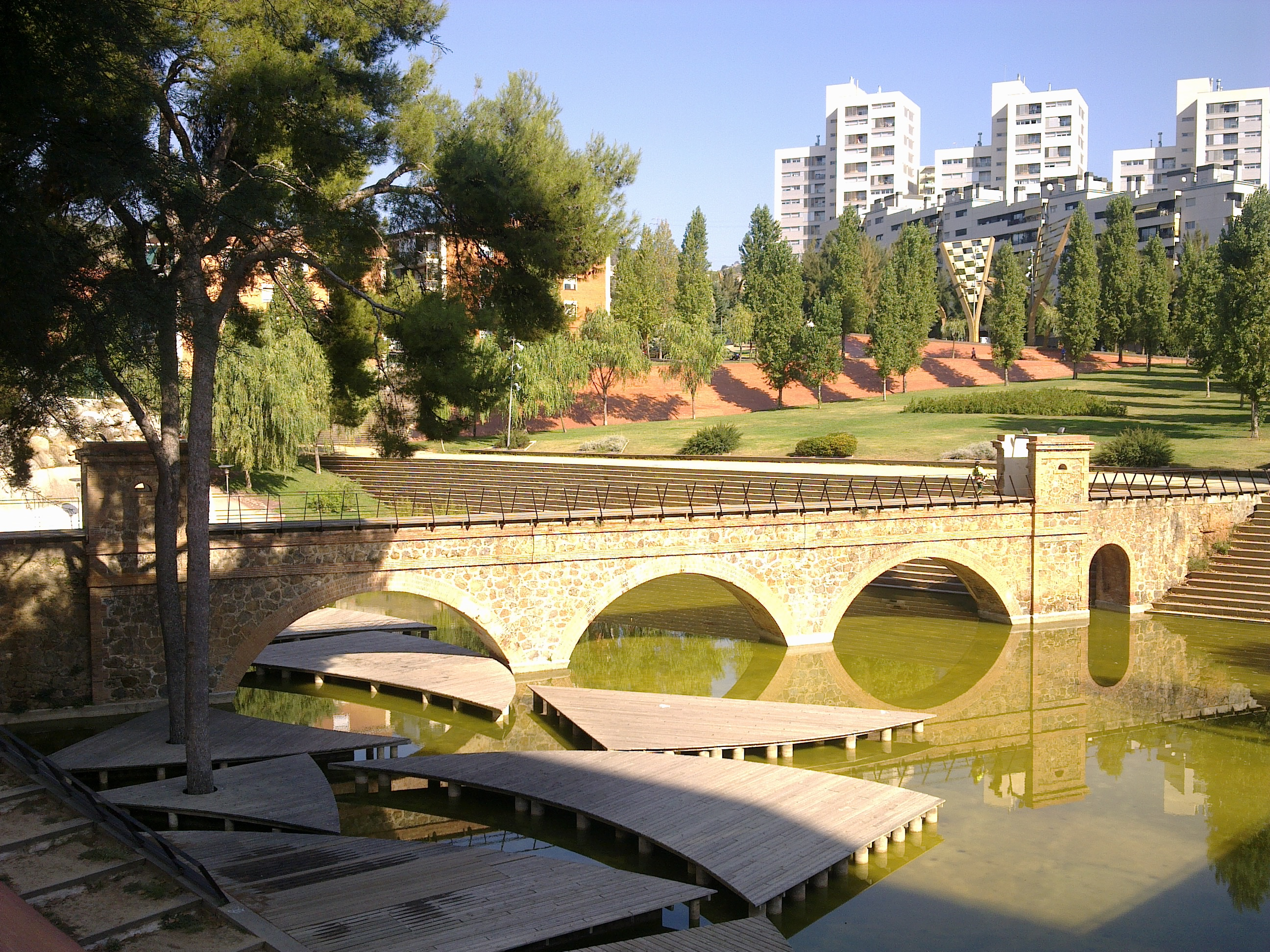
Aqüeducte Dosrius, actualment part del Parc Central de Nou Barris.

A la part sud es troben els polígons d'habitatges de Barcinova i Calinova, construïts durant els anys setanta. Ambdós grups d'habitatges es troben separats pel passeig de Valldaura, que amb la seva remodelació realitzada l'any 1998 s'ha convertit en un eix unificador de les zones nord i sud de La Guineueta gràcies a les seves àmplies voreres, els paviments de qualitat, els espais enjardinats i l'enllumenat de disseny original. Els habitatges envolten l'antic Institut Mental de la Santa Creu, edifici històric que data de l'any 1889 i que, en l'actualitat, acull les dependències de la seu del Districte de Nou Barris, la Biblioteca de Nou Barris, la Guàrdia Urbana i diversos serveis públics. Davant l'edifici es troba la plaça Major de Nou Barris i, al seu costat, el Fòrum Nord de la Tecnologia, construcció singular que alberga diversos projectes relacionats amb les iniciatives empresarials i les noves tecnologies, així com Barcelona Activa.
Tot el conjunt es troba envoltat pel modern Parc Central de Nou Barris, un gran projecte urbanístic que s'estén des del Pla de las Madres de la Plaza de Mayo fins a la plaça Karl Marx, tot constituint el segon parc més gran de la ciutat. La primera fase va ser inaugurada l'any 1999, i s'estenia fins al carrer Marne constituint un gran espai verd que afavoreix el desenvolupament d'activitats a l'aire lliure i facilita l'accés als equipaments públics i administratius que es concentren en aquesta àrea, i la segona l'any 2003, amb uns espais de transició cap a la muntanya amb un major predomini de verd. En total 16 hectàrees, més de 1.500 arbres, nombrosos parterres de gespa, dos llacs i la recuperació de l'aqüeducte Dosrius i la masia de Can Carreras.

## Entitats
La Guineueta compta amb una associació de veïns que data del 4 de novembre de 1969, durant el franquisme coneguda com a associació de caps de família. Si bé, ha viscut dues èpoques diferents, la primera amb el final del franquisme i l'inici de l'etapa constitucional, i posteriorment refundada a finals dels anys 80, amb l'actual Associació de Veïns i Veïnes de La Guineueta, amb la seu a la rambla del Caçador. També compta amb associacions de pares i d'estudiants a pràcticament tots els col·legis públics i concertats.
A més, hi ha una cinquantena d'entitats associatives, especialment dedicades al món de la cultura. La Masia de la Guineueta, entitat gestora de l'espai del mateix nom, així com el Casal de Joves de la Guineueta, o l'Asociación Civico Social Guineueta, encarregada de la gestió de diversos espais i iniciatives al barri, són dos clars exemples. També té el seu propi grup de Diables, amb el Drac de la Guineueta, i altres iniciatives musicals com el grup de percussió de La Masia.
Igualment hi ha entitats amb seu a La Guineueta però d'àmbit de Nou Barris, com Nou Barris LGBTI, organitzadora de l'Orgull de Classe, Solidaritat Perifèrica, entitat antirepressiva nascuda del Comitès de Defensa de la República, Nou Barris Feminista, Arran o Endavant, totes elles al Casal Popular 3 Voltes Rebel, l'Asociación Cultural Amigos de San Froilán, encarregada de les festes del mateix nom, les penyes del districte de l'Espanyol i del Deportivo de La Coruña o la Cooperativa Ètic Habitat.
I en l'àmbit polític, la Guineueta alberga les oficines de tots els grups municipals de districte dins la Seu del Districte, així com la seu a Nou Barris de la Candidatura d'Unitat Popular i Comunistes de Catalunya al Casal Popular 3 Voltes Rebel, el mateix local que dona espai a la seu nacional de Pirates de Catalunya. També va ser el barri on estava la seu a Nou Barris de Convergència i Unió, que va desaparèixer amb la seva dissolució.

## Equipaments i serveis
La Guineueta compta amb múltiples serveis i equipaments públics. Com la Seu del Districte està al Parc Central, el barri compta amb l'oficina d'atenció ciutadana de l'Ajuntament de Barcelona a Nou Barris, el Centre d'Atenció i Informació de la Seguretat Social, l'Oficina de l'Habitatge del districte, el Servei Atenció Recuperació Acollida per a dones i adolescents de tota Barcelona i el Punt d'Informació i Atenció a les Dones de Nou Barris i la comissaria de la Guàrdia Urbana del districte.
En l'àmbit de la sanitat, el barri compta amb el centre d'atenció primària Guineueta, que també dona servei als barris de Canyelles i Can Peguera i que inclou un servei d'ambulàncies i un espai social de salut comunitària, i el Centre de Salut Mental de Nou Barris Nord, que inclou els barris de Roquetes, Canyelles, Trinitat Nova, Ciutat Meridiana, Torre Baró i Vallbona.
En educació, compta amb diverses escoles i instituts públics, com són l'Institut La Guineueta, l'Escola Marinada, l'Escola Àgora i l'Institut Escola Artístic Oriol Martorell i els centres concertats Jesús Maria Claudina Thévenet, Molina i Grey. A més, hi ha tres escoles bressols municipals i tres de gestió privada. El barri també va comptar de 1965 a 1995 amb un centre educatiu conegut com a Escola Ginesta de la Guineueta a iniciativa del mossèn Josep Maria Comerma que ja durant la dictadura ensenyà des d'una visió catalana, però que l'arquebisbat de Barcelona va decidir tancar per manca de viabilitat econòmica, malgrat els esforços dels pares per a mantenir-la.
En l'àmbit esportiu la Guineueta compta amb l'equip de futbol Escola Esportiva Guineueta, que juga al Camp de Futbol Municipal la Guineueta i que compta amb un primer equip masculí participant de la Tercera Divisió RFEF i amb un de femení a la Primera Divisió de la Federació Catalana de Futbol. A més, hi ha 21 equips infantils i juvenils masculins i 9 de femenins i dos equips de veterans, un masculí i un femení. El barri també compta amb una pista de patinatge situada al carrer de la Guineueta.
La Guineueta també té diversos espais de socialització públics com La Masia de la Guineueta, que inclou diversos projectes com el Casal de Joves de la Guineueta, el Casal de Gent Gran Guineueta i la Biblioteca de Nou Barris, a l'edifici del Mental. A més, també hi ha iniciatives associatives com la seu de l'Associació de Veïns i Veïnes de Nou Barris, a la rambla del Caçador, o el Casal Popular 3 Voltes Rebel, autogestionat per diversos col·lectius al passeig d'Urrutia.

## Comerç i activitat econòmica
L'activitat econòmica de la Guineueta es concentra en els principals eixos del barri. El passeig de Valldaura i les travessies d'aquesta, especialment el carrer d'Isard, el carrer d'Alsàcia i el carrer de la Guineueta, així com els entorns del Mercat de la Guineueta, el passeig de Valldaura i el carrer de Lorena, és on es concentren els principals focus de petit comerç al barri, tant de botigues d'alimentació o productes de tota mena, com bars i restaurants.
En 2019, el nombre total de comerços actius era de 210, reduint-se en 25 locals des de 2016 i en més de 100 des de l'estudi del 2014, i dels que un 18% són comerços d'alimentació, un 15% de comerç no alimentari, un 14% locals de restauració i un 40% de serveis diversos. La Guineueta té un índex d'abastiment comercial, que és el nombre de locals amb ús comercial per cada 100 habitants, de 2,01.
A més, el barri és la seu del Parc Tecnològic al Parc Central de Nou Barris. Aquest edifici és un viver de petites empreses, especialment relacionades amb la tecnologia, un espai de formació, tant per empreses com particulars, i la seu de Barcelona Activa al districte. El Parc Tecnològic és també l'espai d'altres serveis com l'Ateneu de Fabricació, que busca potenciar el teixit econòmic de proximitat i fomentar vocacions científiques i tecnològiques, i del Cibernàrium Nou Barris, que disposa de 5 aules dotades d'equips informàtics on es realitzen activitats formatives. La seva polivalència el va convertir en punt de vacunació massiu durant la pandèmia de COVID-19.

## Festes, fires i festivals

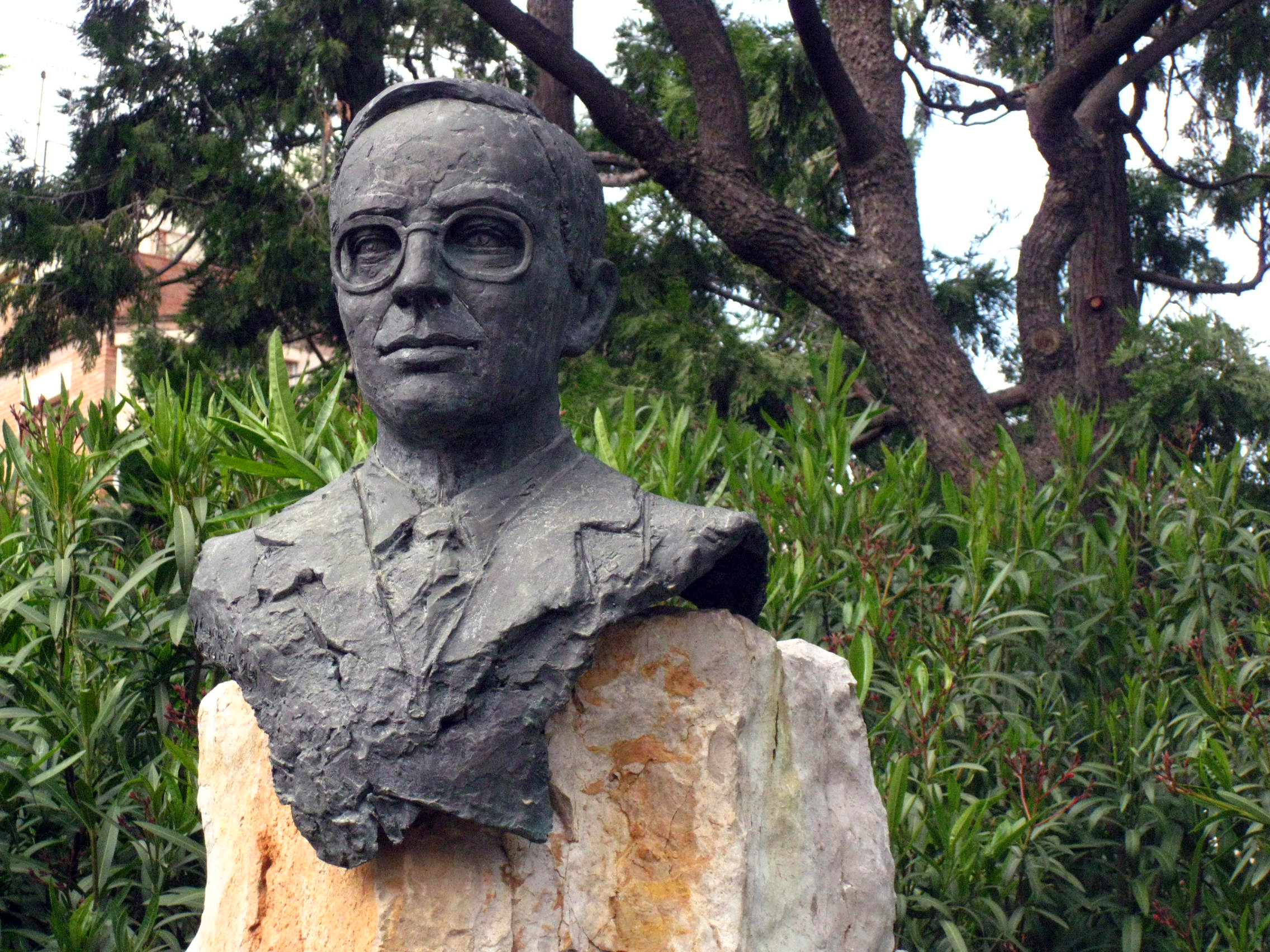
Homenatge a Blas Infante, de Xavier Cuenca Iturat.

La Guineueta, per la presència dels seus dos parcs, és un espai habitual per festes, fires i festivals de tota mena. Aquests dos parcs són l'escenari de la Festa Major de La Guineueta, organitzada per diverses entitats del barri, encapçalades per l'Associació de Veïns i Veïnes i La Masia. Se celebra la segona i tercera setmana de juny, amb la Cantada d'Havaneres, com a eix central de la primera setmana de festes, i el festival musical jove Simbiruta, que té el seu origen l'any 1994 i es realitza la segona setmana.
El Parc de la Guineueta és l'escenari habitual de "La Cultura va de Festa", la festa de les entitats culturals de Nou Barris, la trobada política i festiva "Sempre és 26", organitzada pel Casal Popular 3 Voltes Rebel i el Casal d'Amistat Català Cubà de Barcelona en homenatge a l'assalt a la caserna Moncada a Cuba el 1953 per derrocar al dictador Fulgencio Batista, o la celebració del Dia d'Andalusia a Barcelona, al bust en homenatge a Blas Infante al mateix parc.
Per la seva banda, el Parc Central de Nou Barris té entre les seves activitats habituals les principals activitats de la Festa Major de Nou Barris, als entorns de la Seu de Districte, la Festa de Sant Froilà, al voltant del 5 d'octubre i organitzada per l'Asociación Cultural Amigos de San Froilán i altres entitats culturals gallegues, el Festival de Blues de Barcelona, que se celebra cada juny a la part del parc proper al passeig de Fabra i Puig, o el 9 Birres Fest, fira de cervesa artesanal i cultura de Nou Barris realitzada a la plaça Major.